# James „JT“ Taylor

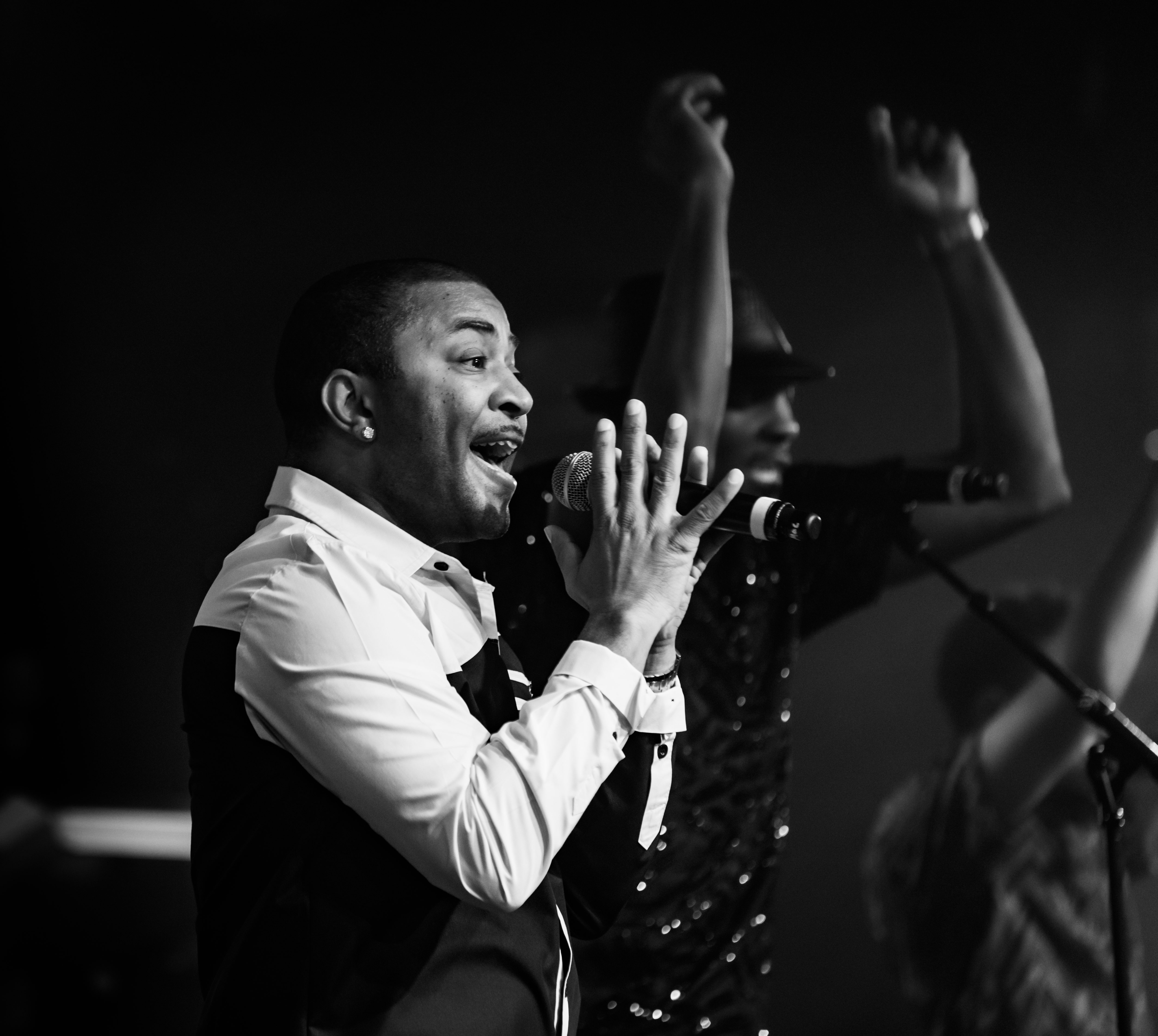

James „JT“ Taylor (* 12. August 1953 in Laurens, South Carolina) ist ein US-amerikanischer R&B-Sänger und ehemaliger Leadsänger der Band Kool & The Gang.

## Biografie
Im Alter von 13 Jahren gründeten er und seine Freunde ihre eigene Band. 1978 kam er zu Kool & The Gang und wurde 1979 Leadsänger der Band, davor war Taylor Lehrer und Amateur-Nachtclubsänger.
Zusammen nahmen sie 1979 das Album Ladies' Night auf. Taylors Leadgesang verhalf den Singles Too Hot und Ladies' Night zu Gold bzw. Platin. Der Stilwechsel der Gruppe zur Popmusik wurde vom Produzenten Eumir Deodato initiiert. Er produzierte zwischen 1979 und 1982, angefangen mit Ladies' Night, eine Serie von vier Platin- und Gold-Alben, was als einer der größten Erfolge ihrer Karriere gewertet werden kann. Mit Hilfe von Deodato wurde das nächste Album Celebrate! ein weiterer großer Erfolg. 1988 trennte Taylor sich von Kool & The Gang.
Nachdem Taylor bei MCA unter Vertrag stand, begann er seine Solokarriere und veröffentlichte 1989 sein Debütalbum Master of the Game. All I Want Is Forever, ein Duett mit Soul-Sängerin Regina Belle, wurde zum Hit. Taylor veröffentlichte sein zweites Solo-Album Feel the Need 1991, zwei Songs daraus, Long Hot Summer Night und Heart to Heart (Duett mit Stephanie Mills), waren kleinere Erfolge. Ferner veröffentlichte er Baby I'm Back. Es folgten zwei weitere Soloalben, das letzte im Jahr 2000 mit dem Titel A Brand New Me. Ende 2008 erschien die Single Winner, eine Hommage an den damaligen President-elect Barack Obama. 
Mitte der 1990er Jahre hatte Taylor sein Debüt als Schauspieler in den Filmen The Mambo Kings und Raisin. 1995 kehrte er kurz zu Kool & The Gang zurück. Zur Preisverleihung der Songwriters Hall of Fame im Juni 2018 gingen James „JT“ Taylor, Robert „Kool“ Bell, Ronald Bell und George Brown zusammen auf die Bühne.

## Diskografie

### Alben
| Jahr | Titel              | Höchstplatzierung, Gesamtwochen, AuszeichnungChartsChartplatzierungen (Jahr, Titel, Platzierungen, Wochen, Auszeichnungen, Anmerkungen) | Anmerkungen |
| Jahr | Titel              | R&B | Anmerkungen |
| ---- | ------------------ | --- | ----------- |
| 1989 | Master of the Game | R&B77 (8 Wo.)R&B |             |
| 1991 | Feel the Need      | R&B57 (9 Wo.)R&B |             |

Weitere Alben
- 1993: Baby I’m Back
- 1995: State of Affairs (mit Kool & The Gang)
- 1996: Salute (Kool & The Gang feat. J. T. Taylor)
- 1998: All-Time Greatest Hits (Kool & The Gang feat. J. T. Taylor)

### Singles
| Jahr | Titel Album                         | Höchstplatzierung, Gesamtwochen, AuszeichnungChartplatzierungen (Jahr, Titel, Album, Platzierungen, Wochen, Auszeichnungen, Anmerkungen) | Höchstplatzierung, Gesamtwochen, AuszeichnungChartplatzierungen (Jahr, Titel, Album, Platzierungen, Wochen, Auszeichnungen, Anmerkungen) | Anmerkungen                     |
| Jahr | Titel Album                         | UK | R&B | Anmerkungen                     |
| ---- | ----------------------------------- | --- | --- | ------------------------------- |
| 1989 | All I Want Is Forever Tap O.S.T.    | — | R&B2 (20 Wo.)R&B | mit Regina Belle                |
| 1989 | Sister Rosa Master of the Game      | — | R&B53 (8 Wo.)R&B |                                 |
| 1990 | 8 Days a Week Master of the Game    | — | R&B81 (5 Wo.)R&B |                                 |
| 1991 | Long Hot Summer Night Feel The Need | UK63 (2 Wo.)UK | R&B13 (14 Wo.)R&B |                                 |
| 1991 | Heart to Heart Feel The Need        | — | R&B65 (10 Wo.)R&B | mit Stephanie Mills Promosingle |
| 1991 | Feel the Need Feel The Need         | UK57 (1 Wo.)UK | — |                                 |
| 1992 | Baby I’m Back Feel The Need         | — | R&B65 (10 Wo.)R&B |                                 |
| 1993 | Follow Me Baby I’m Back             | UK59 (2 Wo.)UK | — |                                 |
| 2000 | How A Brand New Me                  | — | R&B82 (8 Wo.)R&B | mit Meli’sa Morgan              |

Weitere Singles
- 1990: Master of the Game
- 1992: Follow Me
- 1994: Prove My Love
- 1999: Sex on the Beach

### Gastbeiträge
- 1996: Salute to the Ladies (Kool & The Gang feat. J. T. Taylor)
- 1996: In the Hood (Tonight... It’s Alright) (Kool & The Gang feat. J. T. Taylor)
- 1996: Ladies Night (7T feat. Kool & The Gang, J. T. and Takia)